# Becari
Un  becari  és, per extensió qualsevol persona que gaudeix d'una beca ja sigui estatal o per part d'una entitat privada.
La concepció moderna ens apropa més al concepte d'un estudiant que dins d'un organisme públic o privat pot realitzar pràctiques en empreses, ja sigui amb retribució econòmica o sense, i amb l'objectiu d'anar endinsant-se al món laboral o prestant el coneixement adquirit en els seus estudis per desenvolupar projecte sobre investigacions
Es podrien citar molts exemples, com pot ser el  Programa Leonardo  que formant part del Programa d'Aprenentatge Permanent de la Unió Europea permet l'estudiant que ja ha finalitzat els seus estudis realitzar pràctiques a l'estranger, rebent a canvi una quantitat econòmica.
De vegades s'empra com a sinònim del terme "passant", encara que en la realitat són dues coses diferents, ja que en aquest cas seria qui, havent culminat els estudis corresponents, sigui contractat amb l'única finalitat que desenvolupi una primera experiència laboral relacionada amb els objectius educatius de la formació rebuda.
Més recentment els becaris són els que sent estudiants, són contractats per una entitat (estatal o no), amb la finalitat de brindar un ajut econòmic per contribuir al cost dels seus estudis (tot millorant els seus coneixements amb la pràctica), a canvi de la prestació de tasques.
En l'actualitat, la concessió de beques a titulats és objecte de controvèrsia a Espanya, ja que es consideren com a treball encobert (per tant, serien un frau a la Seguretat Social i a l'Estatut dels treballadors).